# فرودگاه صحرایی نیروی دریایی کوتاتی
فرودگاه صحرایی نیروی دریایی کوتاتی (به انگلیسی: Cotati Naval Outer Landing Field) یک فرودگاه است . این فرودگاه در شهر کوتاتی، کالیفرنیا کشور ایالات متحده آمریکا قرار دارد .